# Madroñal (Salamanca)
Madroñal es un municipio y localidad española de la provincia de Salamanca, en la comunidad autónoma de Castilla y León. Se integra en la comarca de la Sierra de Francia. Pertenece al partido judicial de Béjar y a la Mancomunidad Sierra de Francia.
Su término municipal está formado por un solo núcleo de población, ocupa una superficie total de 1,61 km² y según los datos demográficos recogidos en el padrón municipal elaborado por el INE en el año 2017, cuenta con una población de 146 habitantes.

## Historia
La fundación de Madroñal se debe al proceso de repoblación llevado a cabo por los reyes leoneses en la Edad Media en la Sierra de Francia. De este modo, Madroñal pasó a formar parte del alfoz de Miranda del Castañar tras la creación de éste por el rey Alfonso IX de León en 1213. Con la creación de las actuales provincias en 1833, Madroñal fue incluido en la provincia de Salamanca, dentro de la Región Leonesa.

## Demografía
Madroñal cuenta con una población de 135 habitantes (INE 2024).
| Gráfica de evolución demográfica de Madroñal entre 1842 y 2021                                                      |
| |
| Población de derecho según los censos de población del INE Población de hecho según los censos de población del INE |

Según el Instituto Nacional de Estadística, Madroñal tenía, a 31 de diciembre de 2018, una población total de 140 habitantes, de los cuales 77 eran hombres y 63 mujeres. Respecto al año 2000, el censo refleja 182 habitantes, de los cuales 98 eran hombres y 84 mujeres. Por lo tanto, la pérdida de población en el municipio para el periodo 2000-2018 ha sido de 42 habitantes, un 23 % de descenso.

## Administración y política
| Partido político                              | 2019  | 2019  | 2019       | 2015  | 2015  | 2015       | 2011  | 2011  | 2011       | 2007  | 2007  | 2007       | 2003  | 2003  | 2003       |
| Partido político                              | %     | Votos | Concejales | %     | Votos | Concejales | %     | Votos | Concejales | %     | Votos | Concejales | %     | Votos | Concejales |
| Partido Popular (PP)                          | 70,80 | 80    | 4          | 58,40 | 73    | 4          | 62,40 | 78    | 4          | 61,72 | 79    | 4          | 40,15 | 55    | 1          |
| Partido Socialista Obrero Español (PSOE)      | 23,01 | 26    | 1          | 40,00 | 50    | 1          | 36,00 | 45    | 1          | 38,28 | 49    | 1          | 40,15 | 77    | 4          |
| Unidad Regionalista de Castilla y León (URCL) | —     | —     | —          | —     | —     | —          | —     | —     | —          | —     | —     | —          | 3,65  | 5     | 0          |

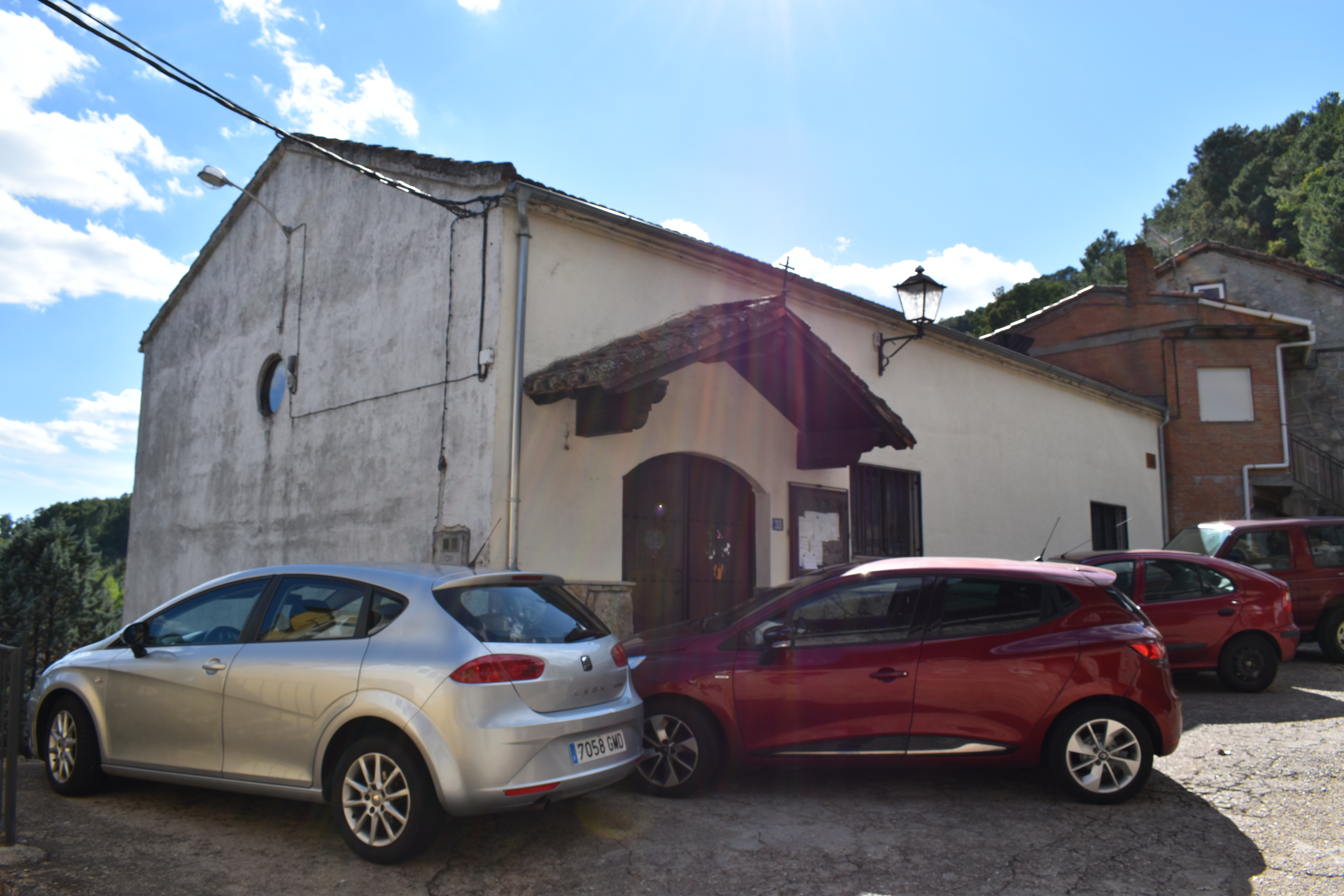
Iglesia de Santa Cruz

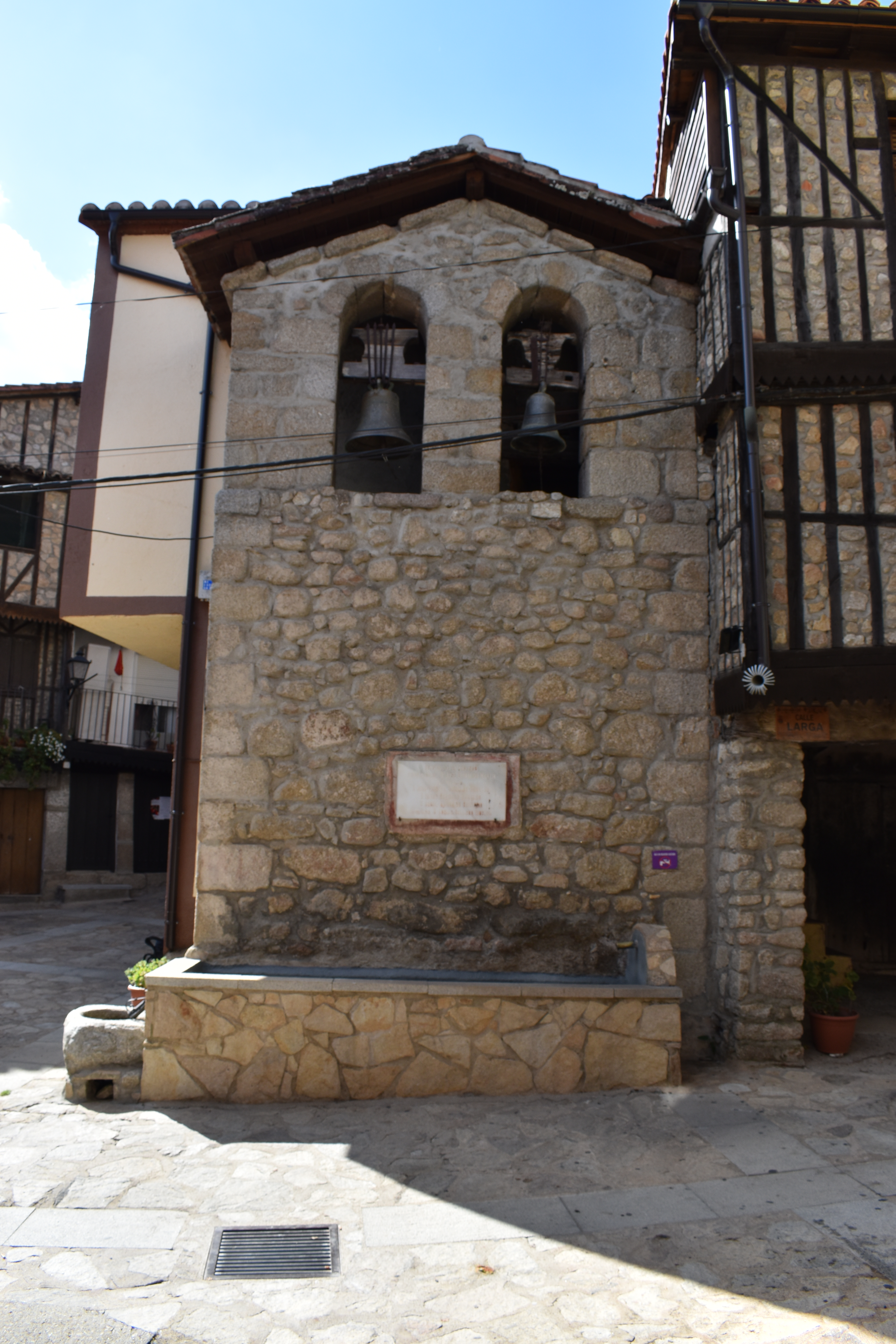
Campanario

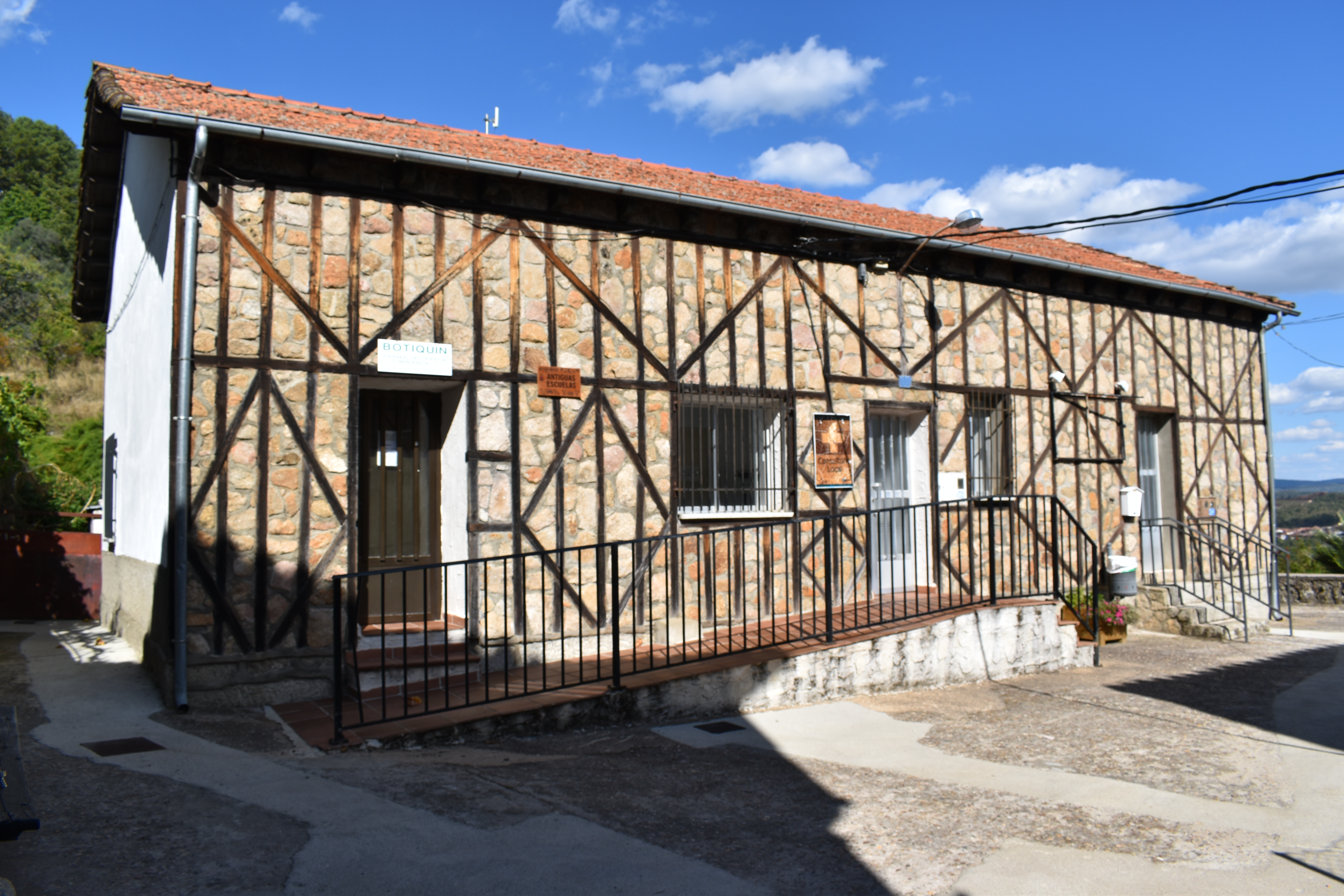
Consultorio médico

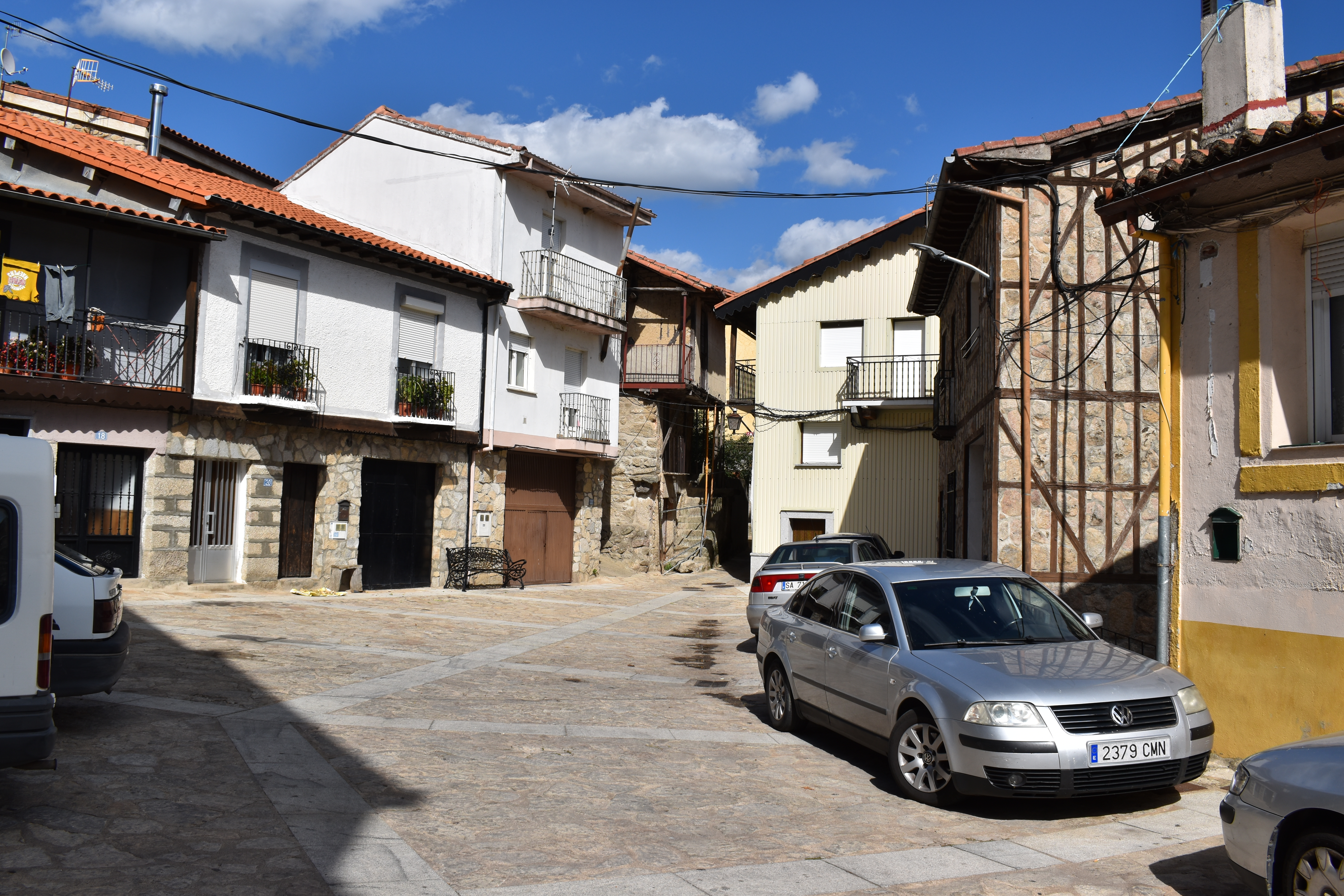
Plaza

El alcalde de Madroñal no recibe ningún tipo de prestación económica por su trabajo al frente del Ayuntamiento (2017).